# 劉嵩
劉嵩（りゅう すう、泰始7年（471年）- 建元元年5月20日（479年6月25日））は、南朝宋の皇族。新興王。明帝劉彧の十一男。字は仲嶽。

## 経歴
劉彧と徐良人のあいだの子として生まれた。元徽4年（476年）8月、新興王に封じられた。建元元年（479年）4月、斉が建てられると、劉嵩は定襄県公に降封された。5月、謀反の罪により、死を賜った。

## 伝記資料
- 『宋書』巻90 列伝第50
- 『南史』巻14 列伝第4